# Quatzenheim
Quatzenheim ist eine französische Gemeinde mit 767 Einwohnern (Stand 1. Januar 2021) im Département Bas-Rhin (Unterelsass) in der Region Grand Est (bis 2015 Elsass). Am 1. Januar 2015 wechselte die Gemeinde vom Arrondissement Strasbourg-Campagne zum Arrondissement Saverne.

## Geografie
Quatzenheim liegt zwischen Furdenheim im Südwesten und Wiwersheim im Nordosten, 14 Kilometer nordwestlich von Straßburg. Die Souffel/Suffel, ein linker Zufluss der Ill, fließt durch das Gemeindegebiet.
Die Nachbarkommunen lauten im Uhrzeigersinn: Dossenheim-Kochersberg (Norden), Wiwersheim/Truchtersheim (Nordosten), Hurtigheim/Hürtigheim (Osten), Ittenheim/Straßburg (Südosten), Furdenheim/Fürdenheim (Süden), Marlenheim (Südwesten), Fessenheim-le-Bas/Niederfessenheim (Westen), Kuttolsheim/Küttolsheim (Nordwesten).

## Geschichte
Der Name des Dorfes Quatzenheim soll auf den germanischen Volksstamm der Chatten, Chattenheim, zurückgehen.
Quatzenheim liegt an der ehemaligen Römerstraße, die von Straßburg nach Saverne (Zabern) führte und die heute noch zum Teil als Departementsstraße genutzt wird. Seit der Zeit des Hochmittelalters sind mehrere Feudalherren des Ortes urkundlich belegt. Im 14. Jahrhundert war das Dorf im Besitz der Adelsfamilie von Müllenheim, die seit dem Spätmittelalter zu den angesehensten Familien des Straßburger Patriziats zählten. Walter von Müllenheim, Kanoniker der Kirche Jung-St.Peter in Straßburg, Stiftspropst von Rheinau, zugleich Vogt von Reichenweier sowie Statthalter des Landvogts im Breisgau, ließ im 14. Jahrhundert in Quatzenheim einen Adelssitz errichten. Im Jahre 1674 wurde das Schloss von Quatzenheim während des Holländischen Kriegs (1672–1679) als Folge der Schlacht bei Enzheim zerstört. In der Schlacht trafen die französischen Truppen von Henri de La Tour d’Auvergne auf die kaiserlichen Truppen des Heiligen Römischen Reichs. Die Schlosskapelle, die als einziger Überrest der Anlage stehenblieb, dient heute als Dorfkirche von Quatzenheim.
Die Reformation wurde im Jahr 1539 durch die Adelsfamilie Landsberg eingeführt. Die evangelische Kirche mit einem hölzernen, schiefergedeckten Glockenturm (zwei Glocken), verfügt über ein zweiachsiges, flachgedecktes Kirchenschiff und einen gerade abschließenden, kreuzrippengewölbten Choranbau aus dem 18. Jahrhundert. Im Inneren des Gotteshauses befinden sich Grabstelen aus dem 18. Jahrhundert, die an Mitglieder lokaler Adelsfamilien erinnern.
Im 16. Jahrhundert erwarb die Adelsfamilie Landsberg das Dorf. Danach fiel es durch Erbrecht an die Dynastie Rathsamshausen und im Jahr 1714 an die Adligen von Oberkirch, die Quatzenheim bis zur Französischen Revolution in ihrem Besitz hatten.
Im Jahr 1793 erhielt Quatzenheim im Zuge der Französischen Revolution mit damals 285 Einwohnern den Status einer Gemeinde und im Jahr 1801 das Recht auf kommunale Selbstverwaltung. Von 1871 bis 1918 gehörte die Gemeinde als Teil des Reichslandes Elsaß-Lothringen zum Deutschen Reich. Nach dem Ersten Weltkrieg wurde im Versailler Vertrag festgelegt, dass das 1871 abgetretene Gebiet wieder Frankreich angegliedert wurde.
Mit dem Abschluss des Westfeldzugs im Jahr 1940 besetzte zunächst die deutsche Wehrmacht Quatzenheim, unterstellte es einer reichsdeutschen Zivilverwaltung und ordnete es mit dem Gau Baden zum neuen Gau Baden-Elsass. Durch die De-facto-Annexion übernahm das Deutsche Reich wieder die Landeshoheit. In der militärischen Offensive ab November 1944 rückten die Alliierten unter Beteiligung der neuformierten französischen 1re Armée in Quatzenheim ein und gliederten es wieder Frankreich an.
Ab dem 18. Jahrhundert und bis zum Jahr 1940 existierte in Quatzenheim eine größere jüdische Gemeinde. Im Jahre 1777 wurde ein Privathaus als Gebetshaus verwendet, das im Jahr 1819 zur Synagoge von Quatzenheim umgebaut wurde. Von 1939 bis 1945 wurde es seines Mobiliars beraubt und diente dann als kommunaler Sitzungssaal. Nach dem Krieg wurden bis 1980 dort noch vereinzelt Gottesdienste abgehalten. Heute dient die ehemalige Synagoge als Wohnhaus. 1940 wurden die im  Ort verbliebenen jüdischen Einwohner nach Südfrankreich deportiert. Zahlreiche von ihnen wurden später in die Vernichtungslager gebracht und dort ermordet. In der Nähe der ehemaligen Synagoge von Quatzenheim wurde um 1869 eine Schule für jüdische Kinder gebaut, die bis zum Jahr 1928 genutzt wurde. Heute dient das Gebäude als Wohnhaus und als Filiale der Post. Quatzenheim war von 1880 bis 1910 Sitz eines Rabbinates. Eine weitere Einrichtung der jüdischen Gemeinde war und ist der Jüdische Friedhof von Quatzenheim am östlichen Ortsrand. Er wurde im Jahr 1793 angelegt und wird heute noch genutzt. 

Im Februar 2019 schändeten Unbekannte fast 100 Gräber auf dem jüdischen Friedhof von Quatzenheim und besprühten Grabsteine mit blauen oder gelben Hakenkreuzen.

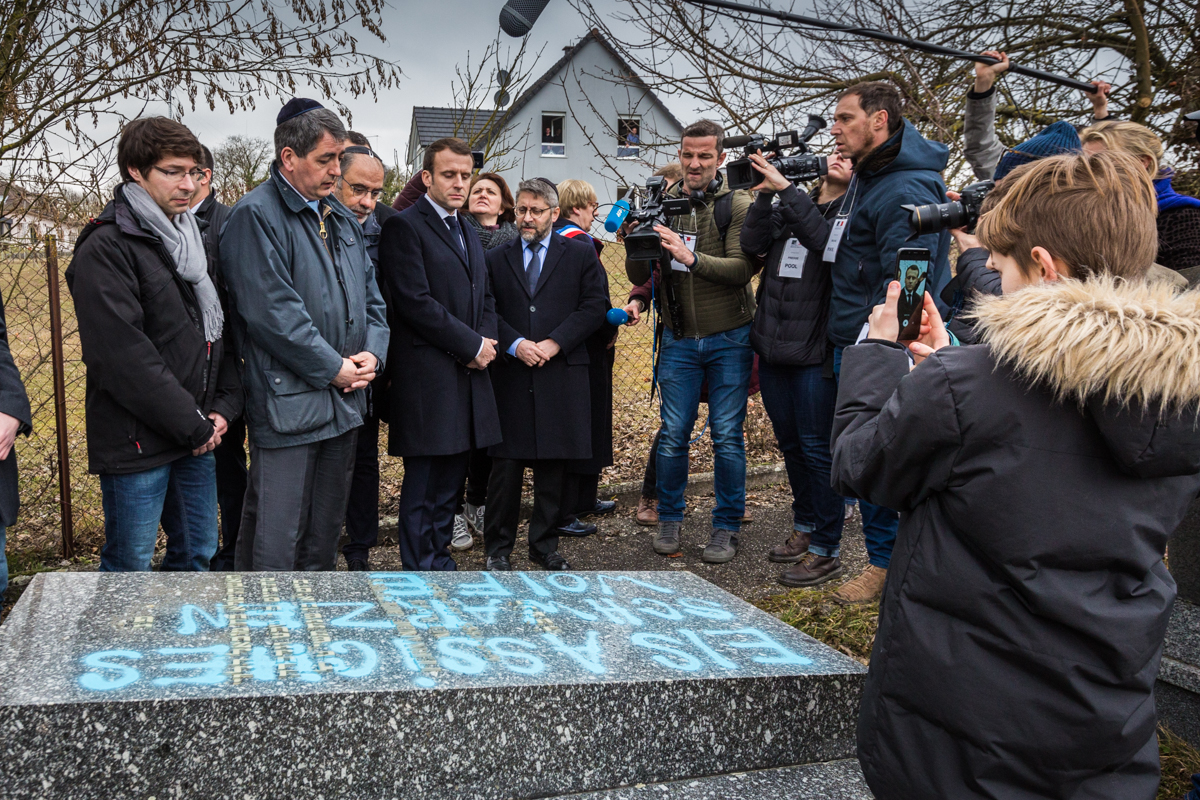
Emmanuel Macron und Oberrabbiner Haïm Korsia auf dem jüdischen Friedhof von Quatzenheim am 19. Februar 2019

 Ein Grabmal trug die in inkorrektem Deutsch formulierten aufgesprühten Worte „Elsassisches Schwarzen Wolfe“, die sich auf die Schwarzen Wölfe beziehen; eine militante, deutsch-nationalistische Organisation elsässischer Separatisten, deren Mitglieder in den 1970er- und Anfang der 1980er-Jahre im Elsass eine Reihe von Brand- und Sprengstoffanschlägen gegen Symbole der französischen Staatlichkeit sowie zahlreiche Propagandadelikte in Form von Schmierereien verübten. Am 19. Februar 2019 machte sich Staatspräsident Emmanuel Macron auf dem Friedhof ein Bild vom Ausmaß der antisemitischen Aktion.

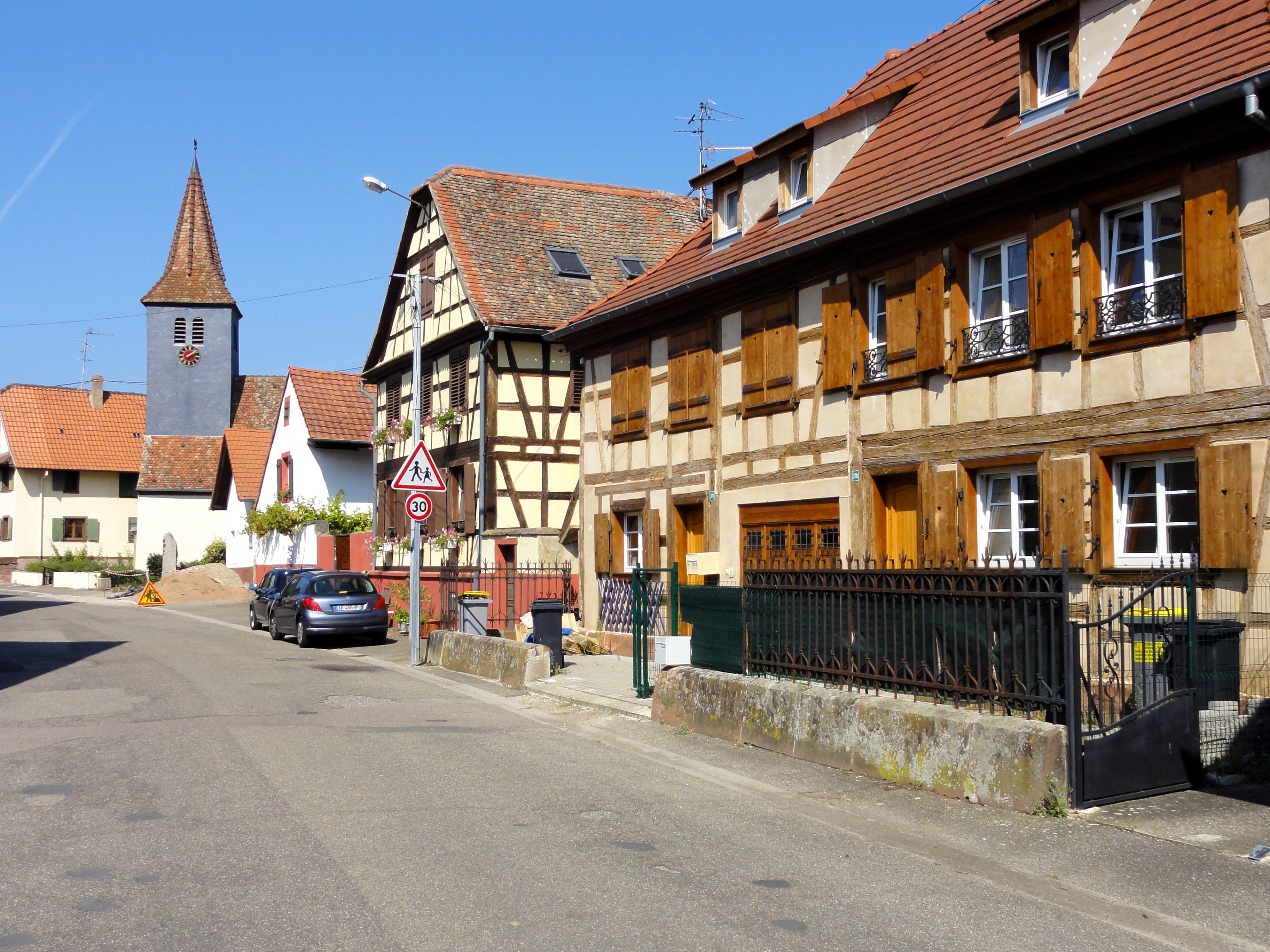
Dorfkirche (links) und ehemalige Synagoge von Quatzenheim (rechtes Fachwerkhaus)
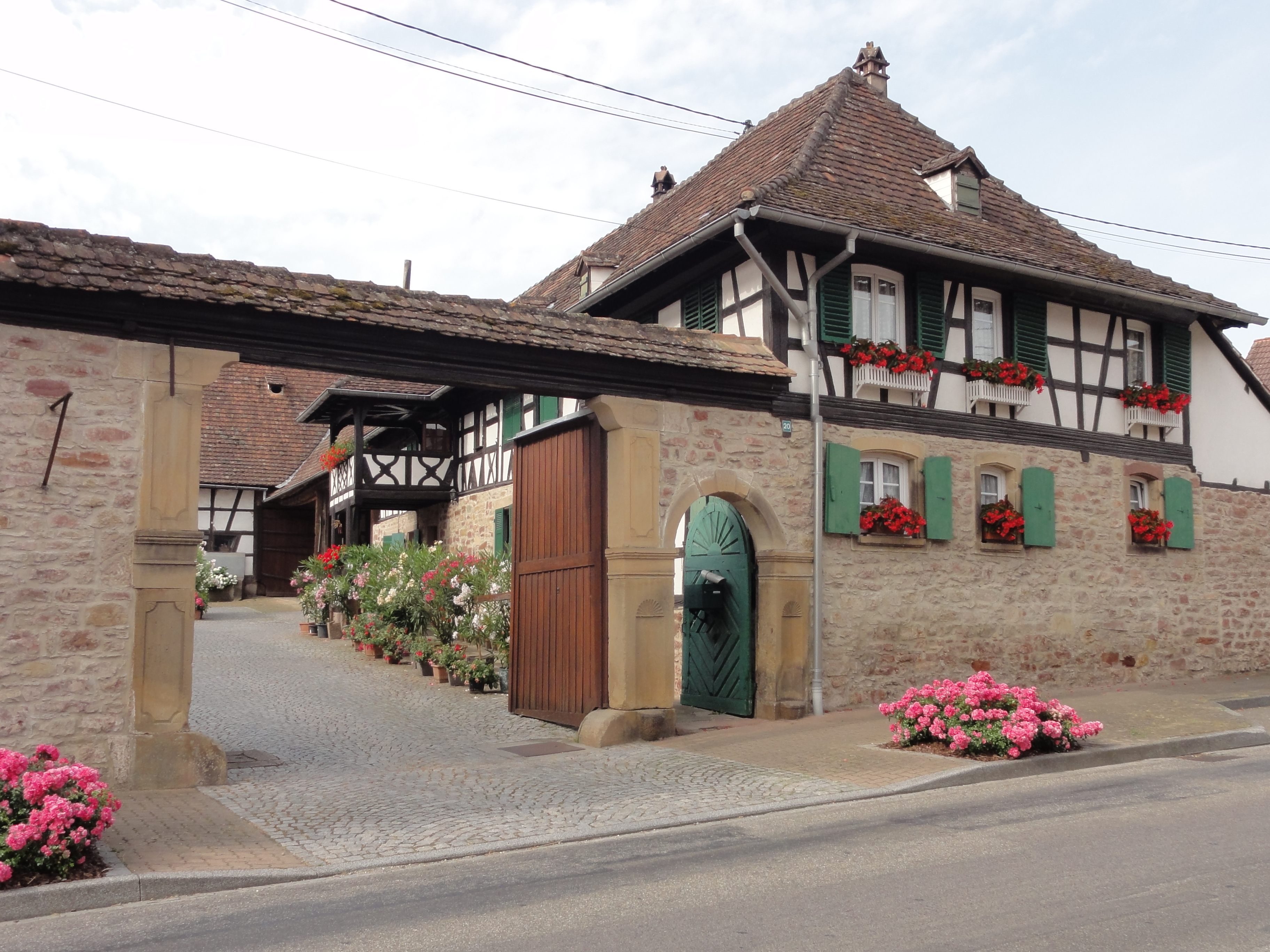
Fachwerkhaus in der Hauptstraße
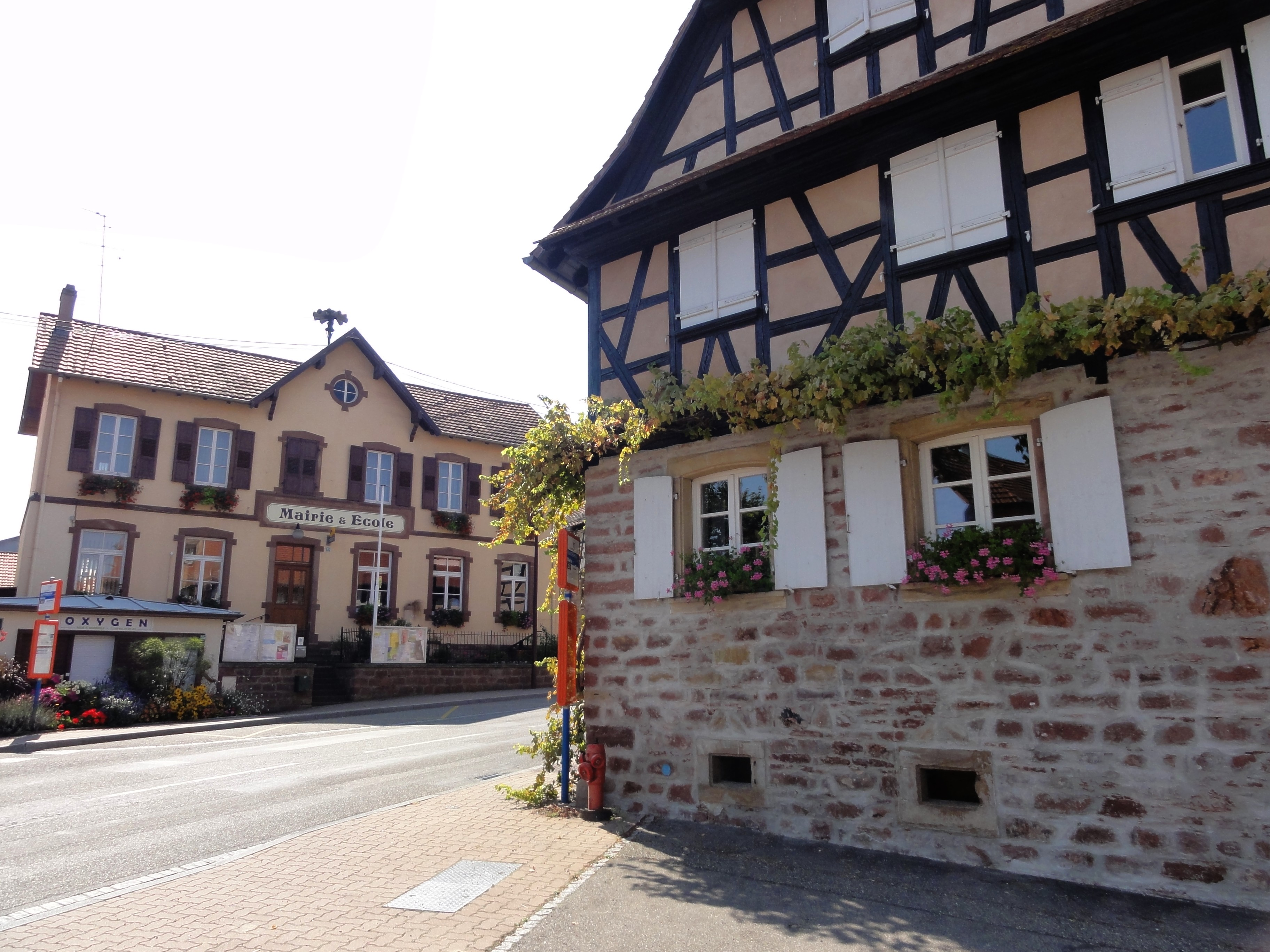
Rathaus und Schule von Quatzenheim
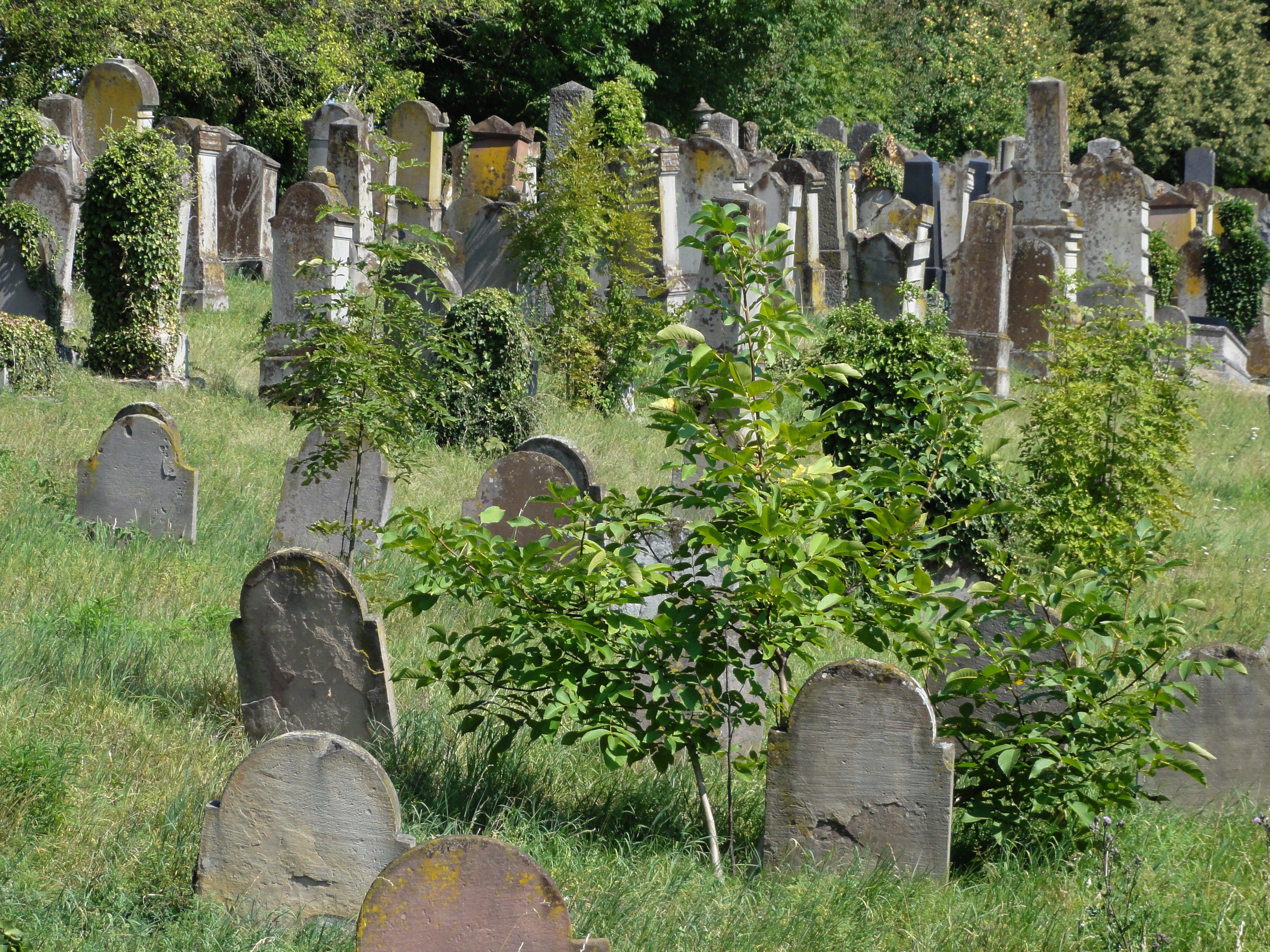
Jüdischer Friedhof von Quatzenheim

## Bevölkerungsentwicklung
| Jahr      | 1962 | 1968 | 1975 | 1982 | 1990 | 1999 | 2007 | 2017 |
| --------- | ---- | ---- | ---- | ---- | ---- | ---- | ---- | ---- |
| Einwohner | 450  | 467  | 499  | 540  | 557  | 710  | 775  | 781  |

## Wappen
Blasonierung: „In Schwarz ein silberner goldgekrönter und rotbezungter Löwe.“